# Heteroteuthis hawaiiensis
Heteroteuthis hawaiiensis is een dwerginktvis die voorkomt centraal en in het westen van de Grote Oceaan in de wateren rond Hawaï, de Bonin-eilanden, de Riukiu-eilanden, Indonesië en de Grote Australische Bocht. H. hawaiiensis zou waarschijnlijk ook voorkomen bij Banc Combe in het zuidwesten van de Grote Oceaan (12° 14′ 0″ ZB, 177° 28′ 0″ WL) op diepten van 795 tot 820 m.
H. hawaiiensis bereikt een mantellengte van ongeveer 30 mm.
Het soorttype is gevonden bij Kauai (Hawaï) en is in het bezit van het National Museum of Natural History in Washington, D.C.